# Fahrradstraße

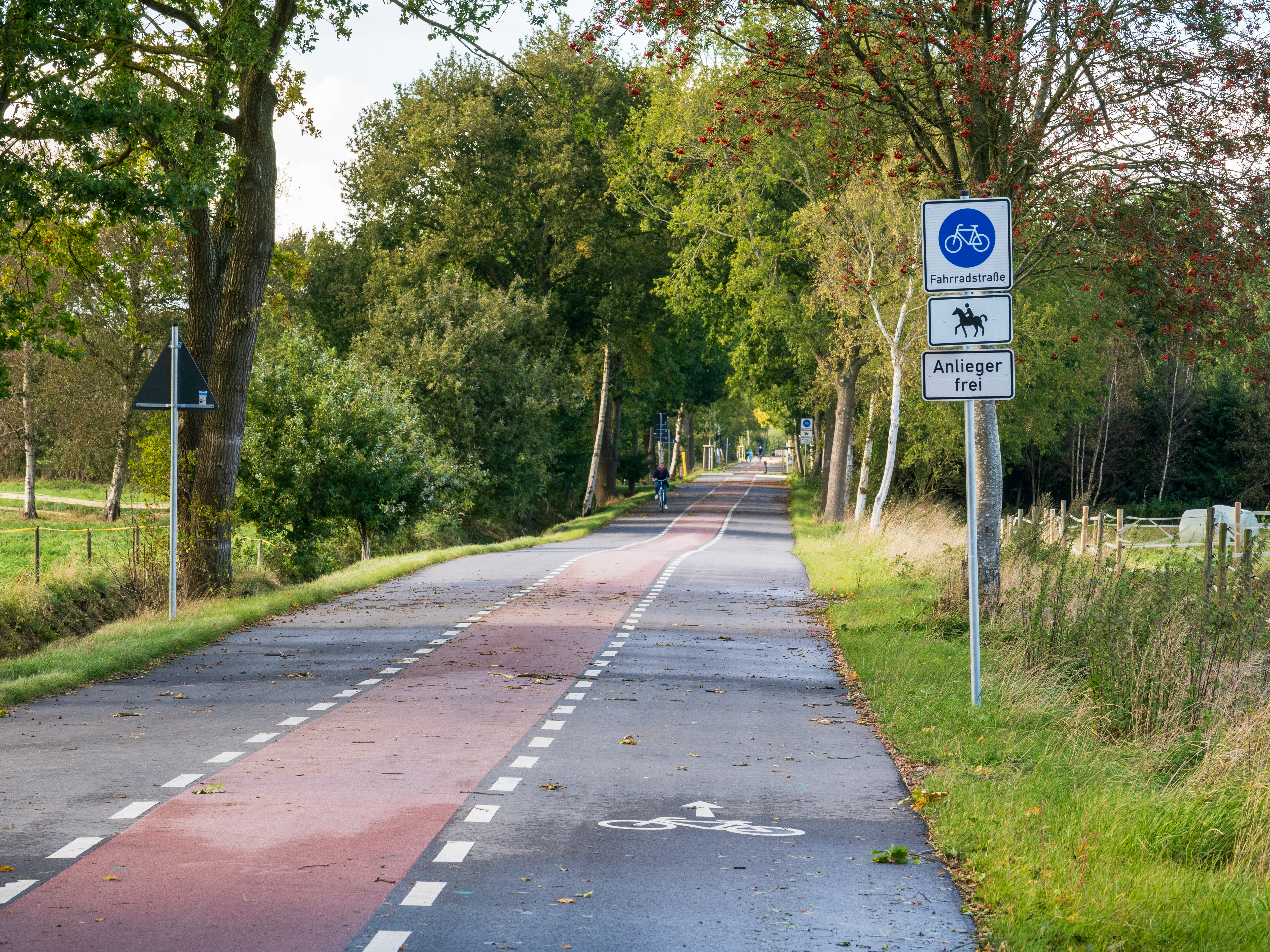
Ländliche Fahrradstraße durchs Moor zwischen Oldenburg und Bad Zwischenahn

Eine Fahrradstraße ist eine für den Radverkehr vorgesehene Straße bzw. deren Fahrbahn (nicht aber z. B. Gehwege). Sie soll die Attraktivität des Radverkehrs steigern und Vorteile gegenüber dem Kraftfahrzeugverkehr schaffen.
Dabei ist zu beachten, dass die Fahrradstraße nicht mit Radwegen verwechselt wird, da bezüglich der straßenverkehrsrechtlichen Regelung große Unterschiede bestehen. Die genauen Regelungen variieren von Staat zu Staat. Während ein Radweg durch Markierung (dann Radfahrstreifen) oder durch einen Bord, Grünstreifen, parkende Autos oder ähnliches von der Fahrbahn abgetrennt ist, bezieht sich die Fahrradstraße auf die (gesamte) Fahrbahn, die zur Verkehrsfläche vorrangig für den Radverkehr wird. 2016 gab es in 110 Kommunen in Deutschland 426 Fahrradstraßen; seitdem dürften einige hinzugekommen sein.

## Geschichte
Fahrradstraßen in der heute bekannten Form mit Mischverkehr „Auto und Fahrrad“ auf einer gemeinsamen Fahrbahn in einem länderspezifischen Verkehrsrecht sind eine deutsche Erfindung. Zumindest gibt es gegen diese These bisher keine dagegen sprechenden Belege.
1978 wurden in der Bremer Herbststraße versuchsweise die erste „Radfahrerzone“ eingerichtet. Es ging dabei allerdings in erster Linie darum, versuchsweise Radfahren gegen die Einbahnstraße zu ermöglichen. Vorbild war ein ähnlicher Verkehrsversuch in Amsterdam gewesen. 1982 wurden in Bremen in einem Forschungsprojekt mit der Bundesanstalt für Straßenwesen drei Straßen als Fahrradstraßen beschildert, später kamen dort noch weitere hinzu.
1997 wurde die Fahrradstraße schließlich mit dem heutigen Verkehrszeichen in Deutschland in das Straßenverkehrsrecht aufgenommen. In diesem Zusammenhang wurde parallel erstmalig auch eine Regelung zur Freigabe von Einbahnstraßen für den Radverkehr in Gegenrichtung des Kfz-Verkehrs eingeführt.
Europaweit folgten nach und nach weitere Staaten dem deutschen Weg und führten eine Fahrradstraße ähnlich der deutschen Regelung ein.
Die Anzahl der Fahrradstraßen in Deutschland ist Stand 2022 unbekannt.

## Landesspezifische Regelungen

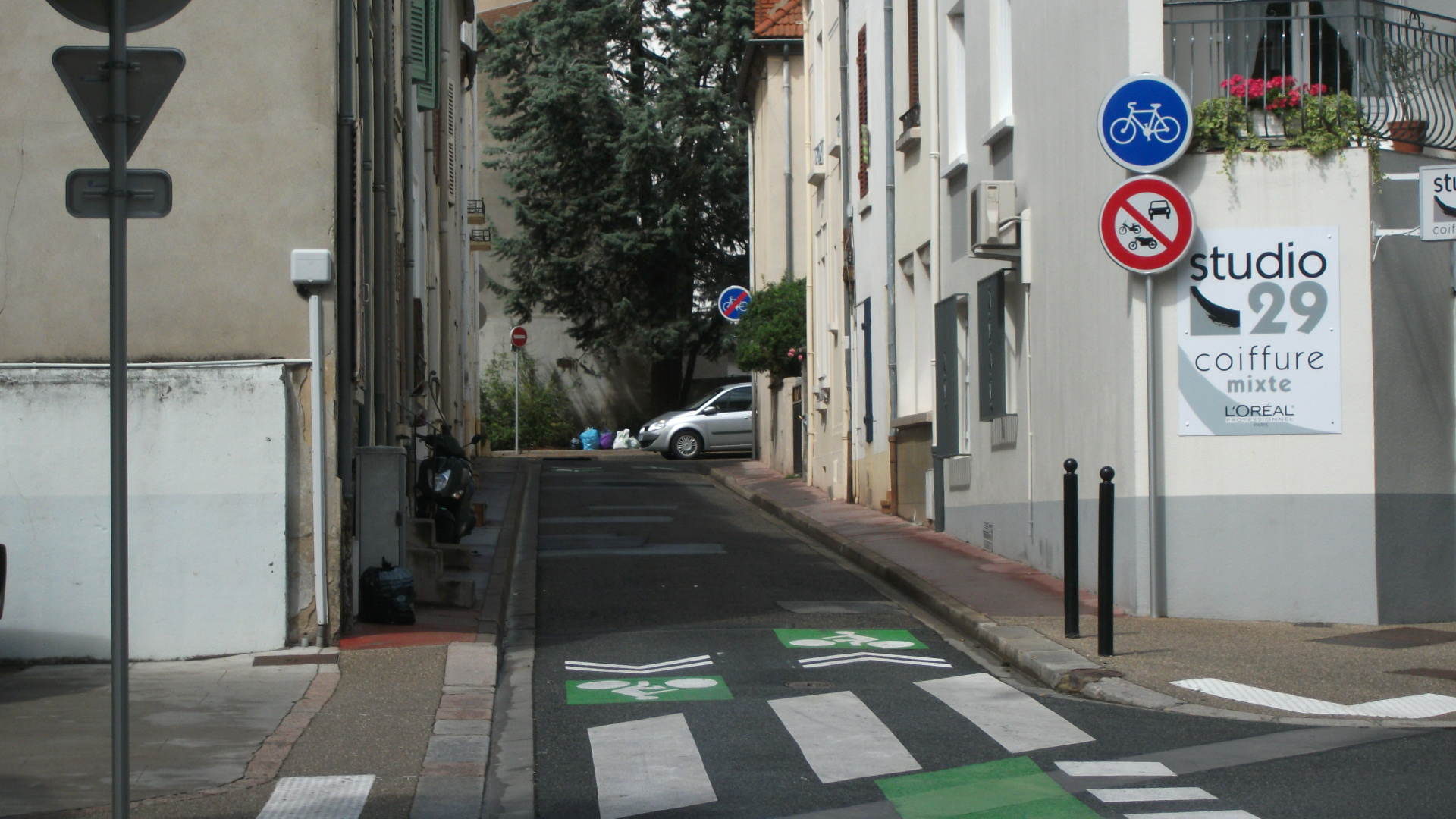
Rue Laprugne, Vichy, Frankreich
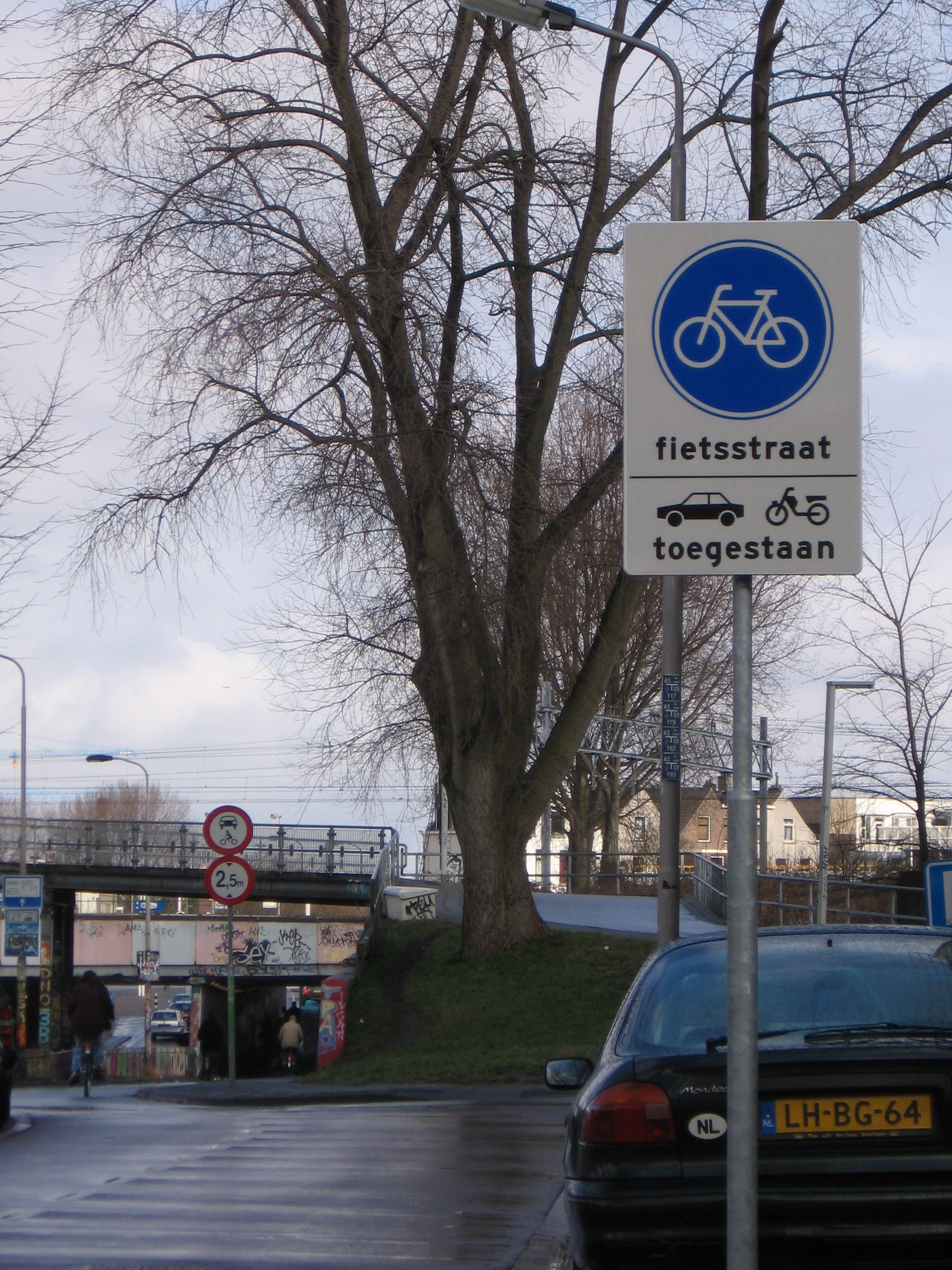
Delft, Niederlande
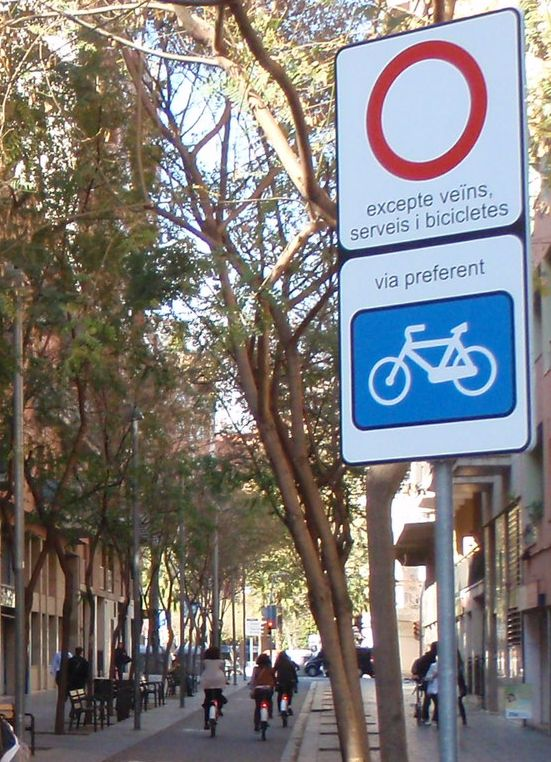
Barcelona, Spanien

### Belgien

Zeichen F111

In Belgien gibt es seit 13. Februar 2012 den Begriff der Fahrradstraße (Fietsstraat/Rue cyclable) und seit 4. Dezember 2012 die zugehörigen Verkehrszeichen, die der Anfang einer Fahrradstraße markieren. In Fahrradstraßen dürfen die Radfahrer die ganze Breite der Fahrbahn nutzen, falls diese eine Einbahnstraße in ihrer Fahrrichtung ist, bzw. deren rechte Hälfte, falls die Fahrbahn in beide Richtungen freigegeben ist. Motorfahrzeuge dürfen Fahrradstraßen nutzen, dürfen Radfahrer aber nicht überholen. In Fahrradstraßen gilt eine Höchstgeschwindigkeit von 30 km/h.

### Dänemark

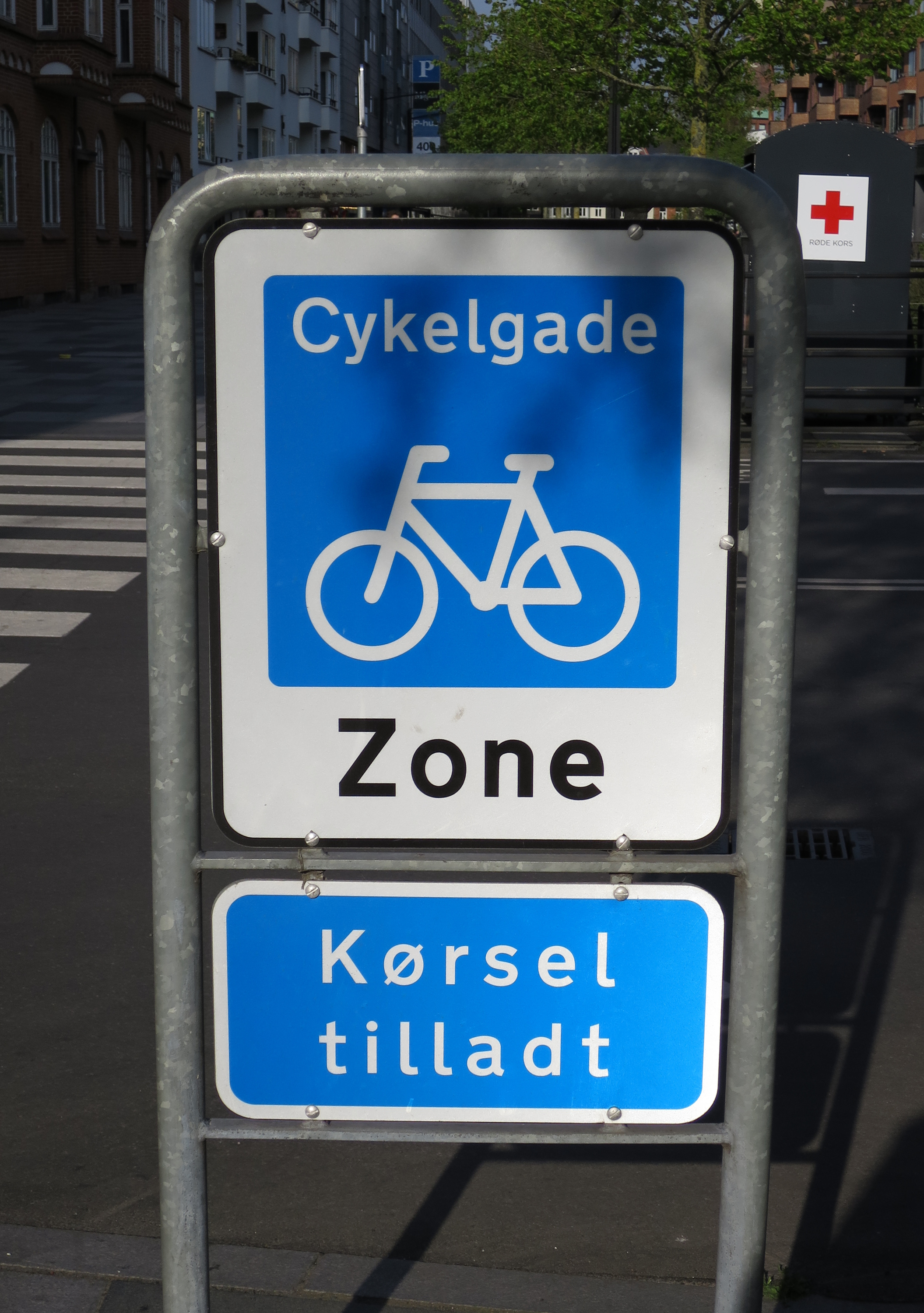
Beschilderung einer Fahrradstraße in Dänemark. Per Zusatzschild ist die Benutzung durch Kraftfahrzeuge freigegeben (Kørsel tilladt, Autofahren erlaubt).

Fahrradstraßen werden in Dänemark als „Cykelgade“ bezeichnet. Die erste Fahrradstraße wurde 2011 in Aarhus eingerichtet. Rechtlich darf in dänischen Fahrradstraßen maximal 30 km/h gefahren werden. Das Parken ist nur in gekennzeichneten Bereichen erlaubt. Per Zusatzschild können weitere Verkehrsarten, wie Kraftfahrzeuge, zugelassen werden.

### Deutschland

#### Verkehrsregeln
In Deutschland sind Fahrradstraßen dem Fahrradverkehr vorbehalten. Mit anderen Fahrzeugen dürfen sie nur dort benutzt werden, wo dies durch Zusatzzeichen angezeigt ist. Häufig wird so der Verkehr anderer Fahrzeuge nur für Anlieger oder nur in einer Fahrtrichtung zugelassen (Einbahnstraße). Die Höchstgeschwindigkeit beträgt für alle Fahrzeuge 30 km/h. Radfahrer haben auf Fahrradstraßen das Recht, jederzeit nebeneinander zu fahren – auf anderen Straßen gilt das nur, „wenn dadurch der Verkehr nicht behindert wird“ (§ 2 Abs. 4 S. 1 StVO). Kraftfahrer müssen gegebenenfalls ihre Geschwindigkeit verringern, um eine Behinderung oder Gefährdung von Fahrradfahrern zu vermeiden.

Beschilderung der Fahrradstraße
Zeichen 244.1 Beginn der Fahrradstraße
Zeichen 244.2 Ende der Fahrradstraße
Zusatzzeichen 1020-13 „Inlineskaten und Rollschuhfahren frei“
Häufig verwendete Kombination aus den folgenden 1022-12 und 1010-50
Kraftrad frei (VZ1022-12)
Personenkraftwagen frei (VZ1024-10)
Kraftwagen (VZ1010-50)

Fahrradfahrende Kinder unter acht Jahren, Fußgänger und Inline-Skater müssen – wie in anderen Straßen – den Gehweg oder Seitenstreifen benutzen, soweit vorhanden und benutzbar. Durch das Zusatzzeichen „Inline-Skaten und Rollschuhfahren frei“ kann Inlineskaten und Rollschuhfahren auf der Fahrbahn zugelassen werden. Rechtsgrundlage ist Nummer 23 zu Zeichen 244.1 in Anlage 2 der Straßenverkehrs-Ordnung.
Hinsichtlich Verkehrsregeln an Kreuzungen gilt jeweils die vor Ort im Einzelfall vorhandene Beschilderung / Regelung. Fahrradstraßen können sowohl Kreuzungen mit „Rechts-vor-Links“ enthalten als auch Kreuzungen mit Vorrang per Beschilderung im Verlauf besitzen. Besitzt die Fahrradstraße keinen Gehweg, darf Fußverkehr, wie nach StVO in diesem Fall allgemein festgelegt, die Fahrbahn nutzen.
In Anlage 2 StVO ist zu Zeichen 244.1 „Beginn einer Fahrradstraße“ festgelegt:
„Ge- oder Verbot
1. Anderer Fahrzeugverkehr als Radverkehr sowie Elektrokleinstfahrzeuge im Sinne der eKFV darf Fahrradstraßen nicht benutzen, es sei denn, dies ist durch Zusatzzeichen erlaubt. Die freigegebenen Verkehrsarten können auch gemeinsam auf einem Zusatzzeichen abgebildet sein. Das Überqueren einer Fahrradstraße durch anderen Fahrzeugverkehr an einer Kreuzung zum Erreichen der weiterführenden Straße ist gestattet.
2. Für den Fahrverkehr gilt eine Höchstgeschwindigkeit von 30 km/h. Der Radverkehr darf weder gefährdet noch behindert werden. Wenn nötig, muss der Kraftfahrzeugverkehr die Geschwindigkeit weiter verringern.
3. Das Nebeneinanderfahren mit Fahrrädern ist erlaubt.
4. Im Übrigen gelten die Vorschriften über die Fahrbahnbenutzung und über die Vorfahrt.“[13]

#### Einrichtung von Fahrradstraßen
Fahrradstraßen konnten bis zum Jahr 2020 laut Verwaltungsvorschrift zur Straßenverkehrs-Ordnung nur unter folgenden Bedingungen angelegt werden: „I. Fahrradstraßen kommen dann in Betracht, wenn der Radverkehr die vorherrschende Verkehrsart ist oder dies alsbald zu erwarten ist. II. Anderer Fahrzeugverkehr als der Radverkehr darf nur ausnahmsweise durch die Anordnung entsprechender Zusatzzeichen zugelassen werden (z. B. Kraftfahrzeuge oder schnellere Elektroräder). Daher müssen vor der Anordnung die Bedürfnisse des Kraftfahrzeugverkehrs ausreichend berücksichtigt werden (alternative Verkehrsführung).“
Mit der überarbeiteten Verwaltungsvorschrift zur Straßenverkehrs-Ordnung (Fassung vom 8. November 2021) wurden die Hürden für die Einführung von Fahrradstraßen gesenkt. Ferner werden Empfehlungen zur Gestaltung bzw. für den ruhenden Kfz-Verkehr in Fahrradstraßen gegeben:
„Zu Zeichen 244.1 und 244.2 Beginn und Ende einer Fahrradstraße:
1. Die Anordnung einer Fahrradstraße kommt nur auf Straßen mit einer hohen oder zu erwartenden hohen Fahrradverkehrsdichte, einer hohen Netzbedeutung für den Radverkehr oder auf Straßen von lediglich untergeordneter Bedeutung für den Kraftfahrzeugverkehr in Betracht. Eine hohe Fahrradverkehrsdichte, eine hohe Netzbedeutung für den Radverkehr setzen nicht voraus, dass der Radverkehr die vorherrschende Verkehrsart ist. Eine zu erwartende hohe Fahrradverkehrsdichte kann sich dadurch begründen, dass diese mit der Anordnung einer Fahrradstraße bewirkt wird.
2. Anderer Fahrzeugverkehr als der Radverkehr und der Verkehr mit Elektrokleinstfahrzeugen im Sinne der Elektrokleinstfahrzeuge-Verordnung darf in Fahrradstraßen nur ausnahmsweise durch die Anordnung entsprechender Zusatzzeichen zugelassen werden (z. B. Anliegerverkehr). Daher müssen vor der Anordnung die Bedürfnisse des Verkehrs mit Kraftfahrzeugen, die nicht unter die Elektrokleinstfahrzeuge-Verordnung fallen, ausreichend berücksichtigt werden (alternative Verkehrsführung).
3. Die dem fließenden Verkehr zur Verfügung stehende Fahrbahnbreite kann durch bauliche Maßnahmen oder Sperrflächen eingeengt werden. Auf Senkrecht- oder Schrägparkstände sollte grundsätzlich verzichtet werden.
4. Das Zeichen 244.2 ist entbehrlich, wenn die Fahrradstraße in eine Fußgängerzone (Zeichen 242.1), eine Fahrradzone (Zeichen 244.3), eine Tempo 30-Zone (Zeichen 274.1) oder in einen verkehrsberuhigten Bereich (Zeichen 325.1) übergeht.“

Als wichtiger Baustein der Radverkehrsförderung ergänzt die Einrichtung einer Fahrradstraße oft die Öffnung von Einbahnstraßen in beide Richtungen für den Radverkehr. Es wird empfohlen, Anwohner bei der Einrichtung gezielt zu informieren, um die Anpassung zu erleichtern.
Fahrradstraßen können sowohl innerorts als auch außerorts angeordnet werden.

#### Gestaltung

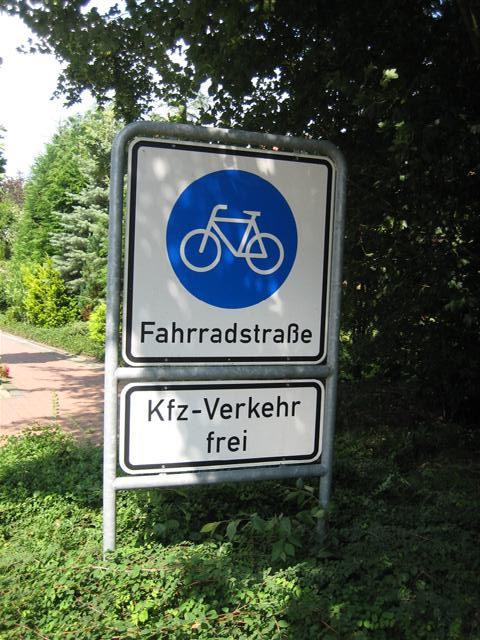
Fahrradstraße mit Freigabe für Kraftfahrzeuge

Bisher gibt es keine einheitliche Gestaltung und keine klaren Vorgaben, außer der durch die StVO vorgegebenen Beschilderung. Die geltenden Regeln, wie die Erlaubnis zum Nebeneinanderfahren, sind allerdings nur etwa der Hälfte der Verkehrsteilnehmer bekannt. Entsprechend ist es wichtig, auch durch die Gestaltung die Funktion der Fahrradstraße selbsterklärend zu machen. In verschiedenen Städten werden Fahrradstraßen jeweils ohne oder mit unterschiedlichen Markierungen verdeutlicht. Zum Einsatz kommen weiße oder blaue Piktogramme mit Radfahrern oder Längsmarkierungen zur Fahrbahnbegrenzung. Ebenso gibt es bisher weit überwiegend die in Tempo-30-Zonen übliche Rechts-vor-links-Regelung, die den Radverkehr allerdings ausbremst. Nur in wenigen Städten wie Dortmund, Bremen, Göttingen, Hamburg, Hannover oder Kassel ist an einzelnen Fahrradstraßen eine Bevorrechtigung gegenüber dem Fahrzeugverkehr aus Nebenstraßen beschildert oder durch Gestaltung (Seitenstraßen führen über Gehwege/abgesenkte Bordsteine auf die Fahrradstraße) eingeführt worden. Solche Standards sind üblicherweise in Radverkehrskatalogen der jeweiligen Kommunen geregelt und durch die Stadtparlamente bestätigt.

Beschilderung der Fahrradzone
Zeichen 244.3 Beginn einer Fahrradzone
Zeichen 244.4 Ende einer Fahrradzone

Die Unfallforschung der Versicherer (UDV) hat 2015 ein Forschungsprojekt u. a. zur Sicherheit von Fahrradstraßen abgeschlossen. Hinsichtlich des Unfallgeschehens wurde festgestellt: „Unfälle in Fahrradstraßen geschehen verhältnismäßig selten und sind im Vergleich mit dem gesamten innerörtlichen Unfallgeschehen im Radverkehr weniger schwer.“ Es werden ferner folgende Empfehlungen zur sicheren Gestaltung von Fahrradstraßen gegeben: Der Kfz-Verkehr sollte auf Anliegerverkehr beschränkt werden. „Durchgangsverkehre sind zu unterbinden. Ein- bzw. Durchfahrtsverbote müssen konsequent überwacht werden.“ Die Breite der Fahrgasse sollte mindestens 4 m Breite betragen, damit sich pro Fahrtrichtung jeweils zwei nebeneinander fahrende Radfahrer sicher begegnen können. Breiter als 5 m sollte die Fahrgasse wiederum nicht ausfallen, um zu hohen Geschwindigkeiten der Kraftfahrzeuge vorzubeugen. Zu parkenden Autos sind zusätzlich zur Breite der Fahrgasse Sicherheitsabstände vorzusehen. Zu längs parkenden Kraftfahrzeugen sollte der Sicherheitsabstand mindestens 0,75 m betragen. Die Gestaltung von Fahrradstraßen sollte im gesamten Straßenzug möglichst einheitlich erfolgen. Hier wird empfohlen: „Damit die Fahrradstraße auch ihrer Bedeutung als Infrastrukturelement mit Vorrang für Radfahrer gerecht wird, sollte die Fahrradstraße an den Knotenpunkten möglichst Vorfahrt erhalten.“  Auch stellt die UDV fest, dass entsprechende Aufklärungsarbeit zum Verkehrszeichen Fahrradstraße notwendig ist.
Zur Begrenzung des Kfz-Verkehrs können in Fahrradstraßen „Modale Filter“ eingesetzt werden. So besitzt die Fahrradstraße Hindenburgstraße in Esslingen am Neckar zwei Diagonalsperren.

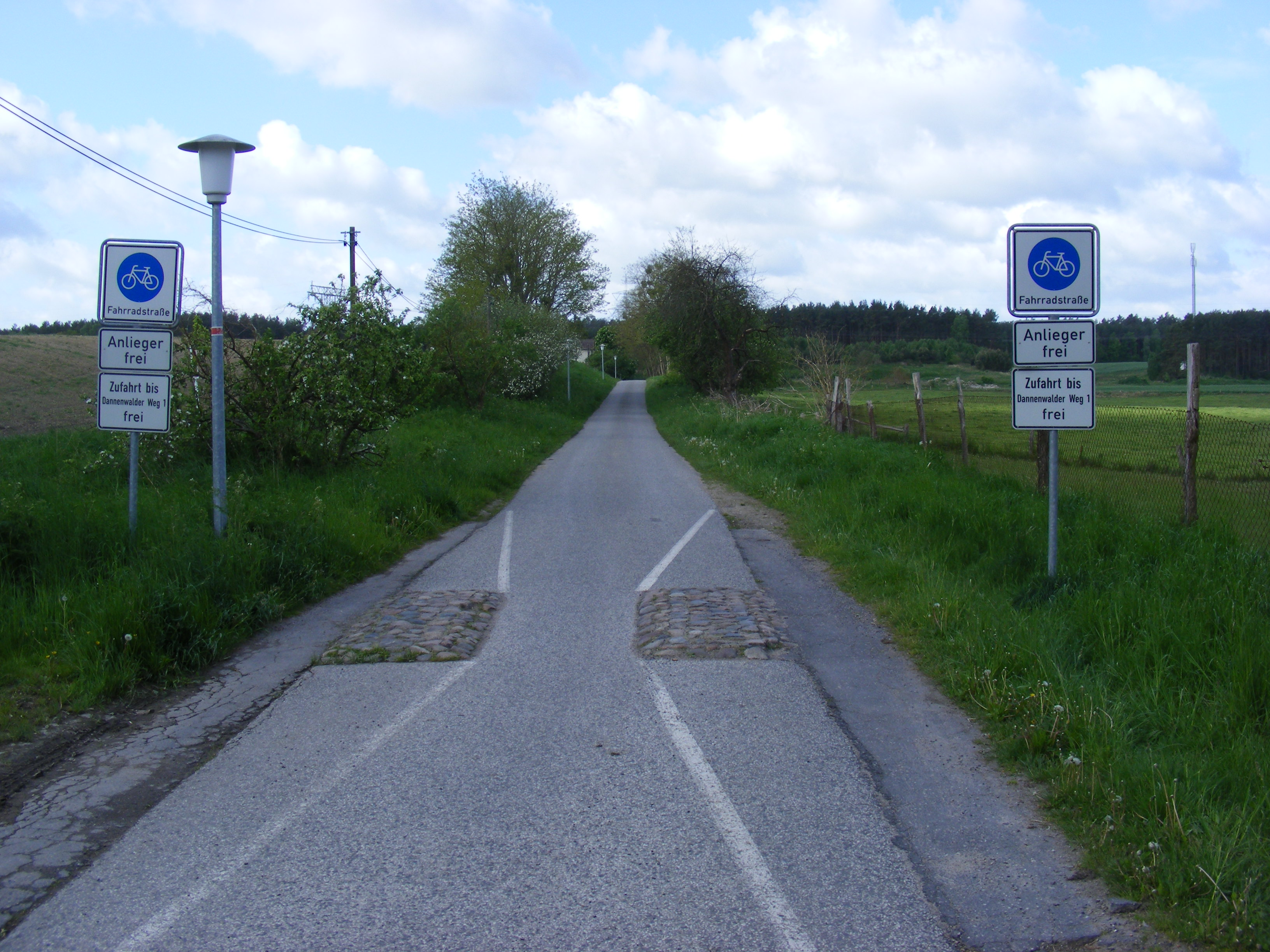
Brandenburg: „Ländliche Fahrradstraße“ außerhalb der Bebauung in Bredereiche auf dem Radfernweg Berlin–Kopenhagen
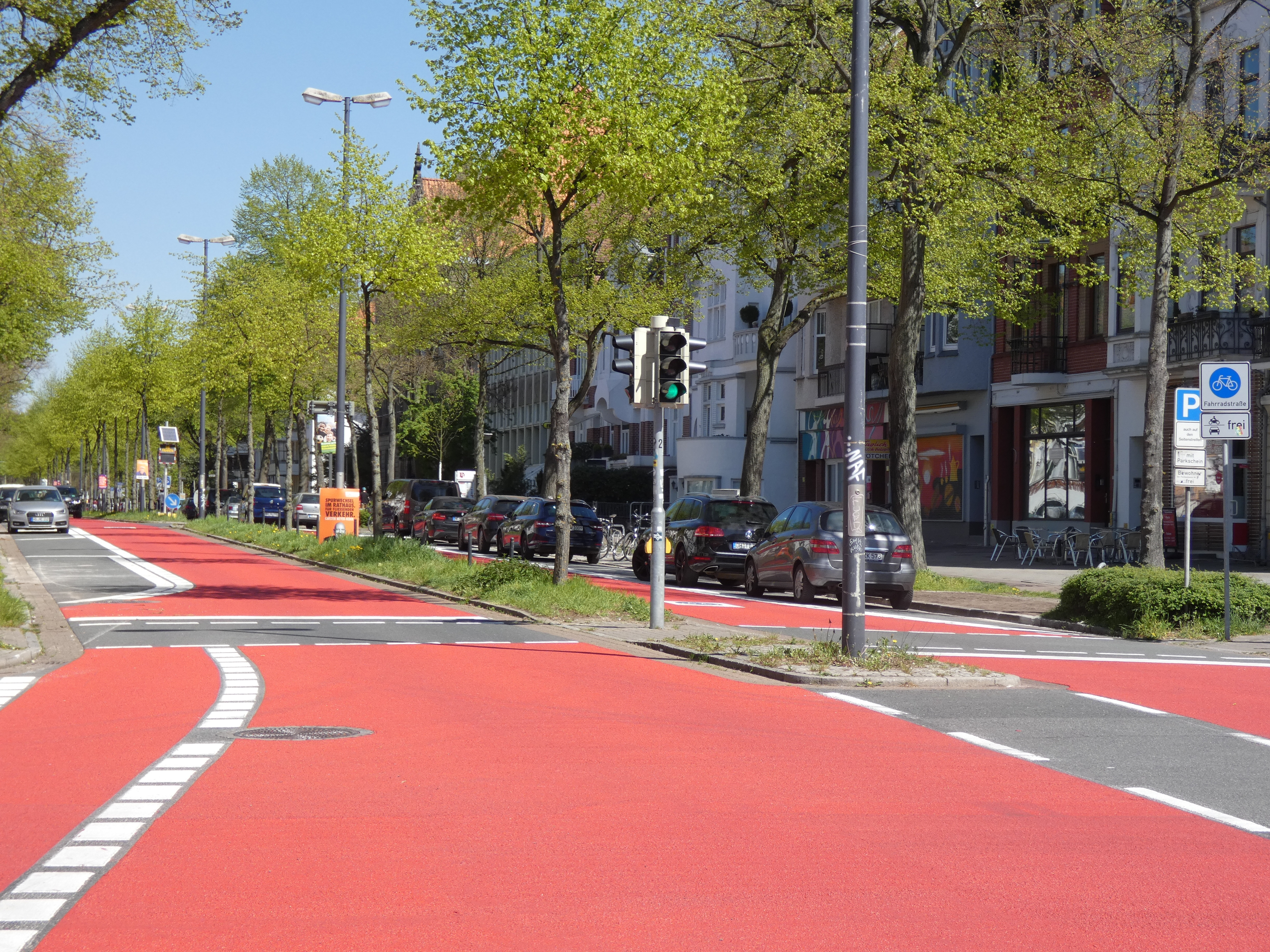
Bremen: Die Fahrradstraße in der Parkallee wurde komplett rot eingefärbt
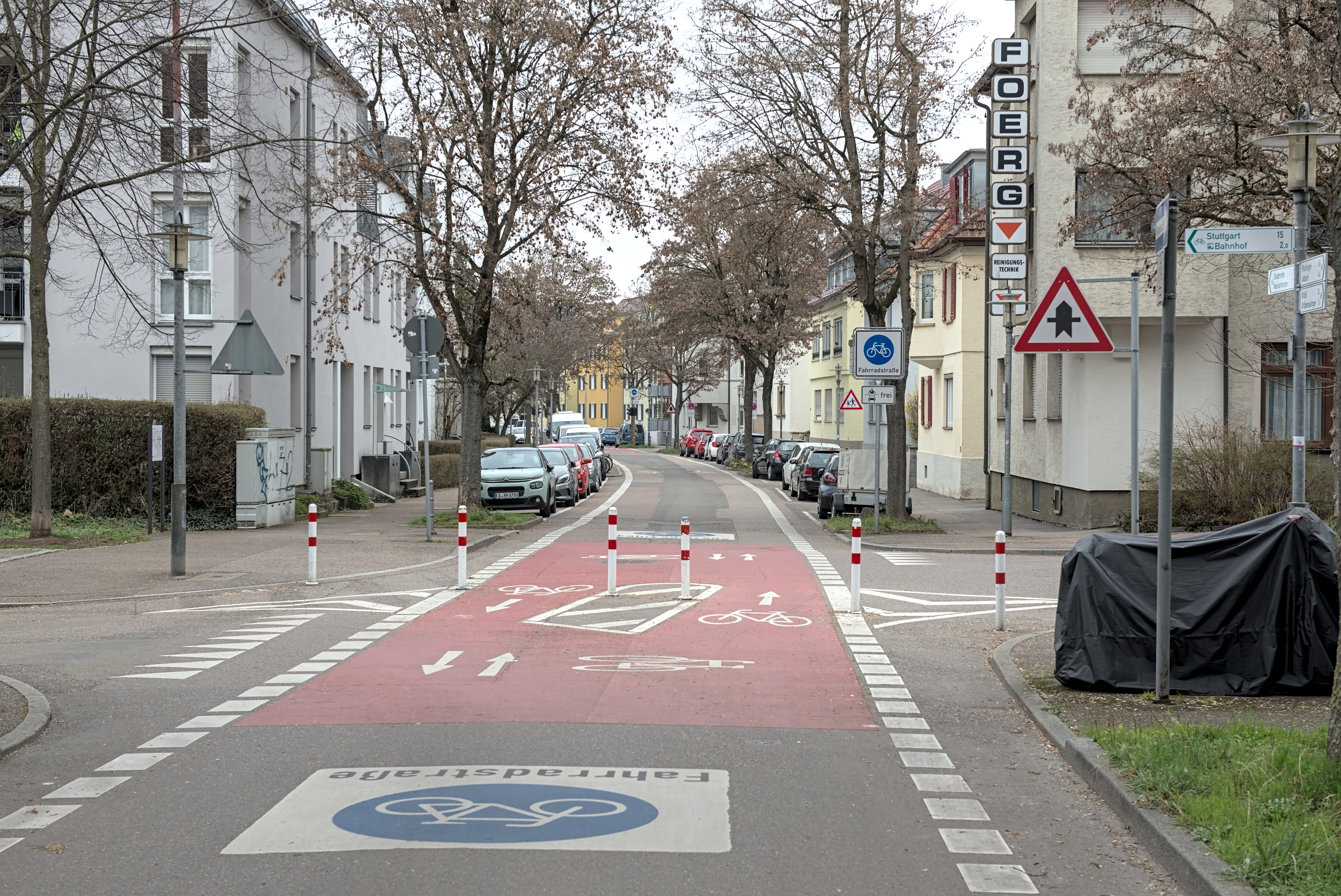
Esslingen am Neckar: Hindenburgstraße mit roter Einfärbung in Kreuzungsbereichen und Diagonalsperre
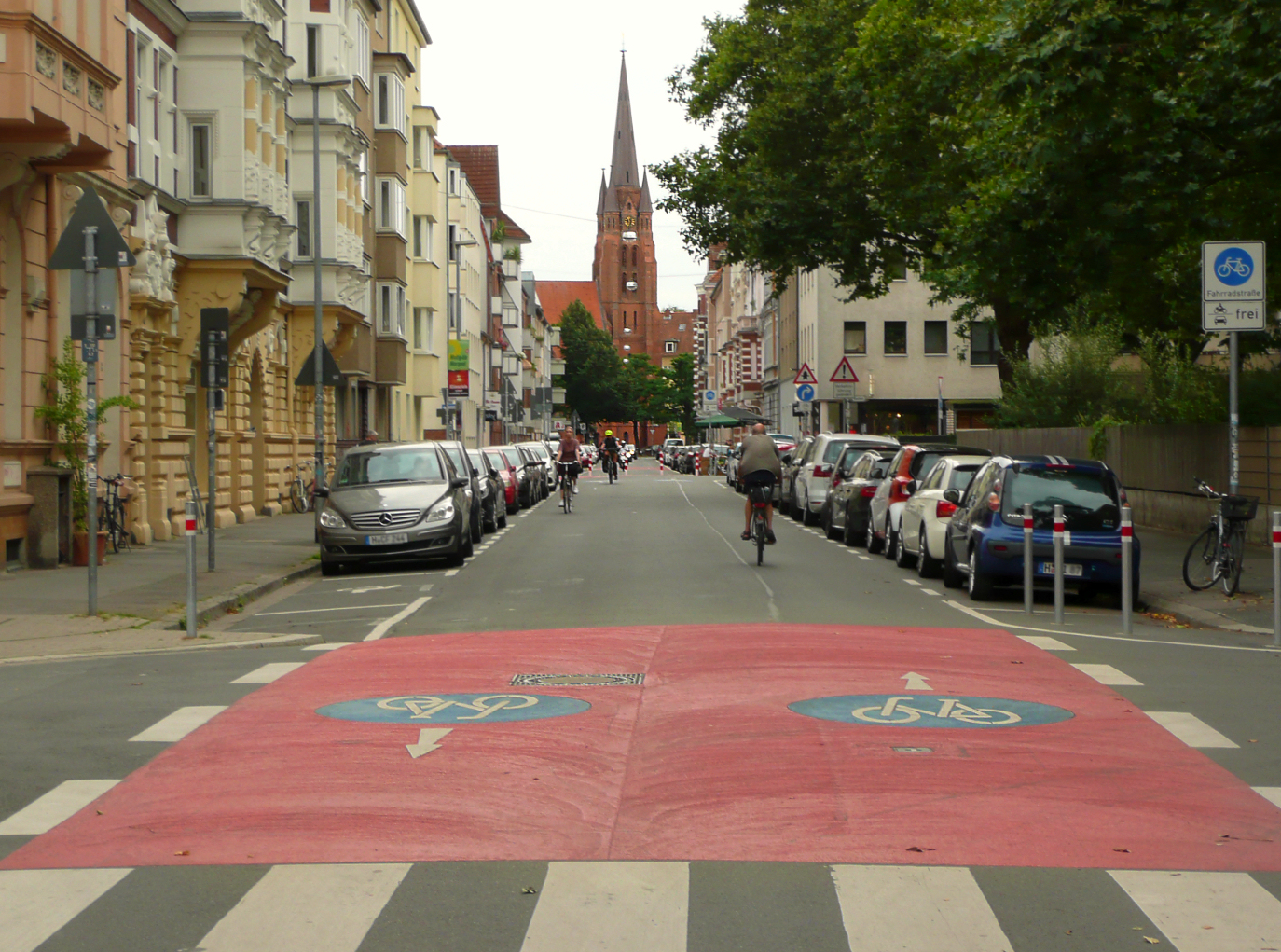
Hannover: Fahrradstraße mit roter Einfärbung in Kreuzungsbereichen
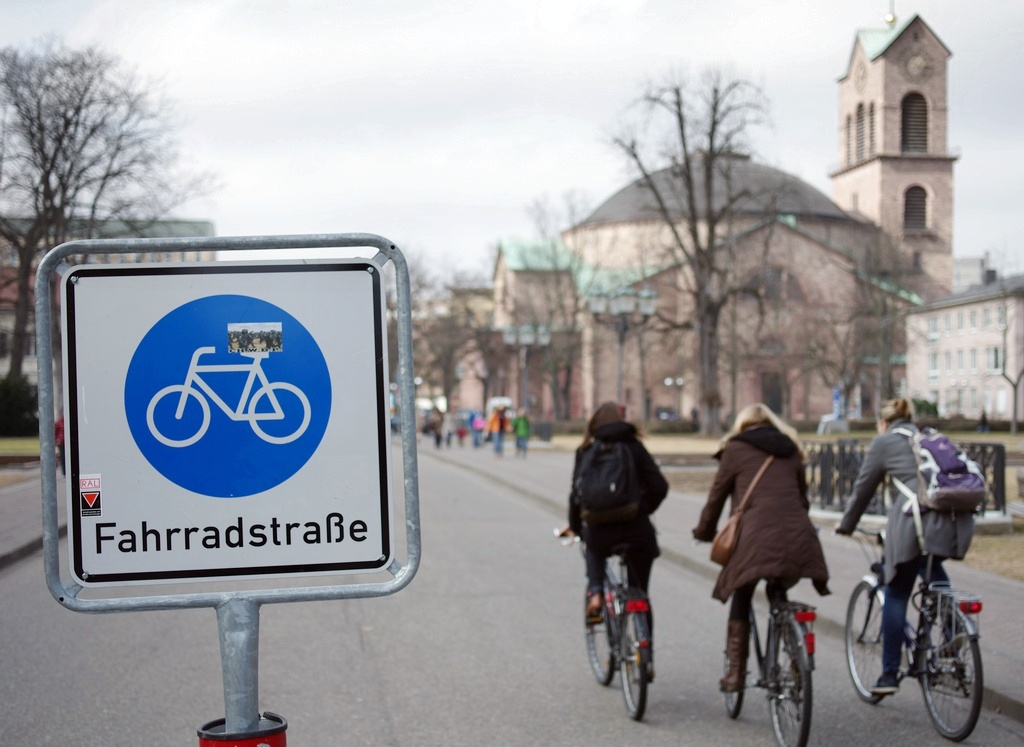
Karlsruhe: Ein Stück der Erbprinzenstraße ist in Höhe des Staatlichen Museums für Naturkunde als „reine Fahrradstraße“ ausgeschildert
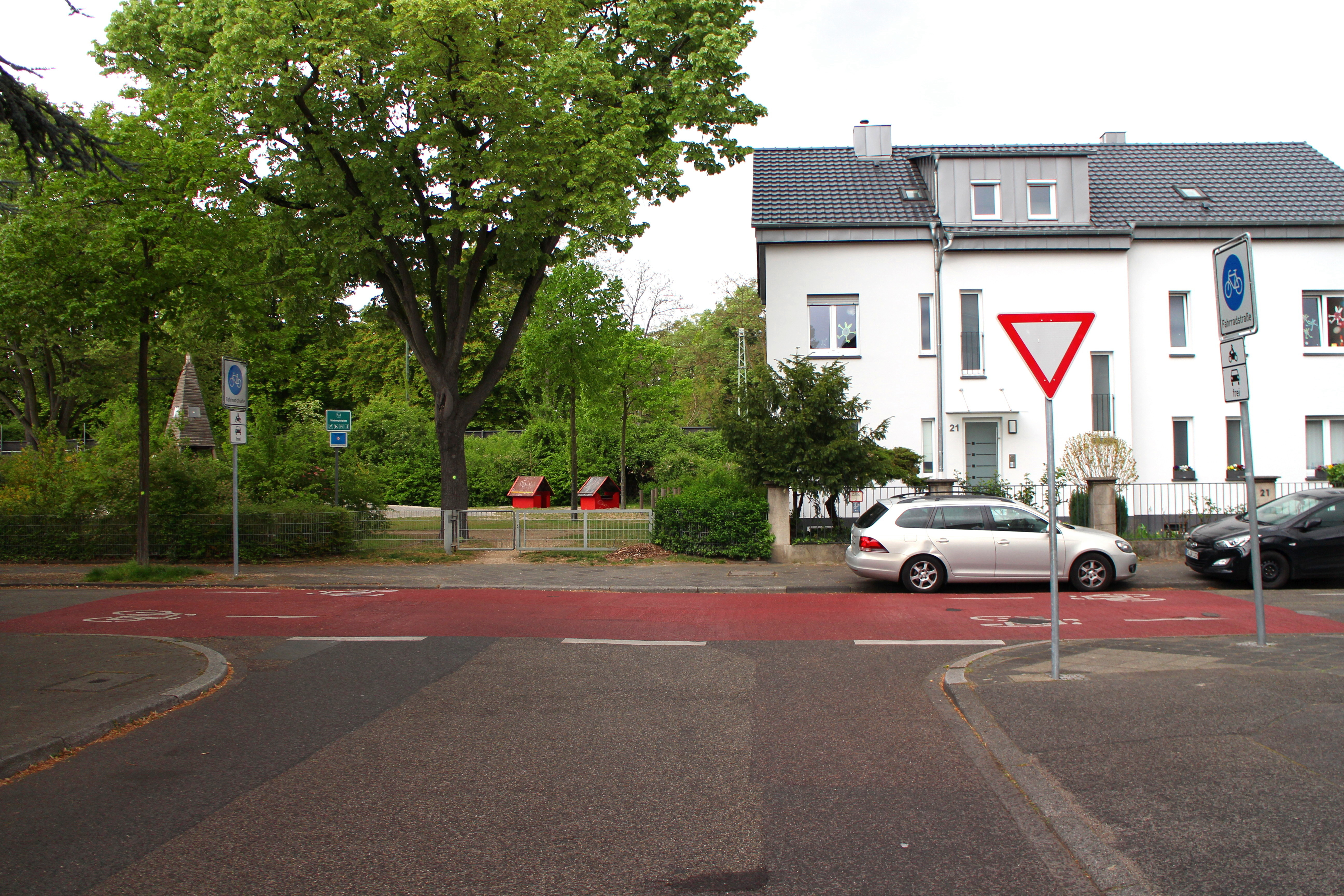
Mannheim: Zur besseren Verdeutlichung des Vorrangs als Fahrradstraße wurden die Einmündungsbereiche der Karl-Ladenburg-Straße rot markiert
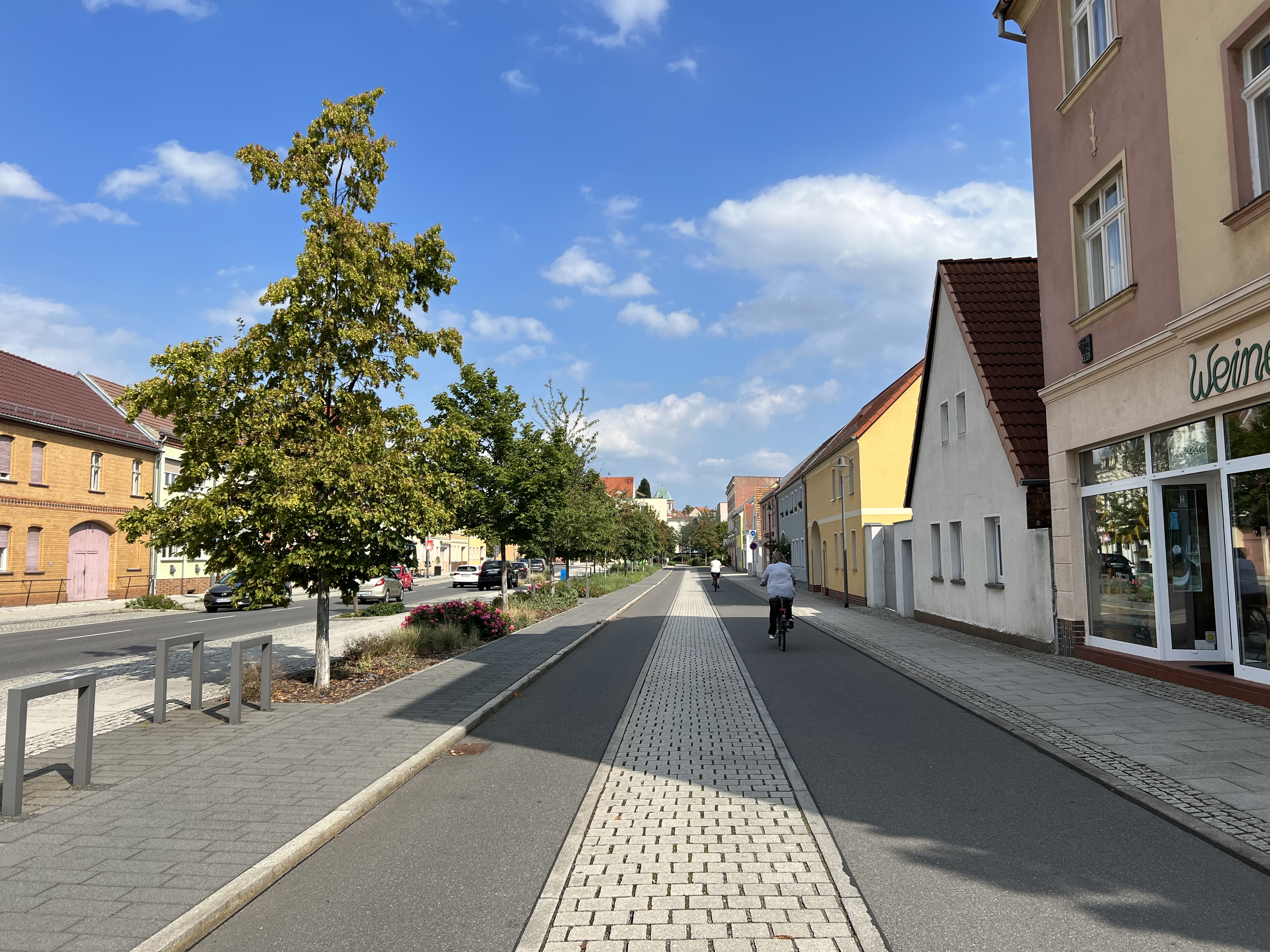
Fahrradstraße in Senftenberg mit Mittelpflasterung. Diese Maßnahme soll baulich unterstreichen, dass Kfz sich dem Radverkehr unterzuordnen haben  (Gestaltungsansatz aus den Niederlanden, siehe auch entsprechender Textabschnitt Niederlande).
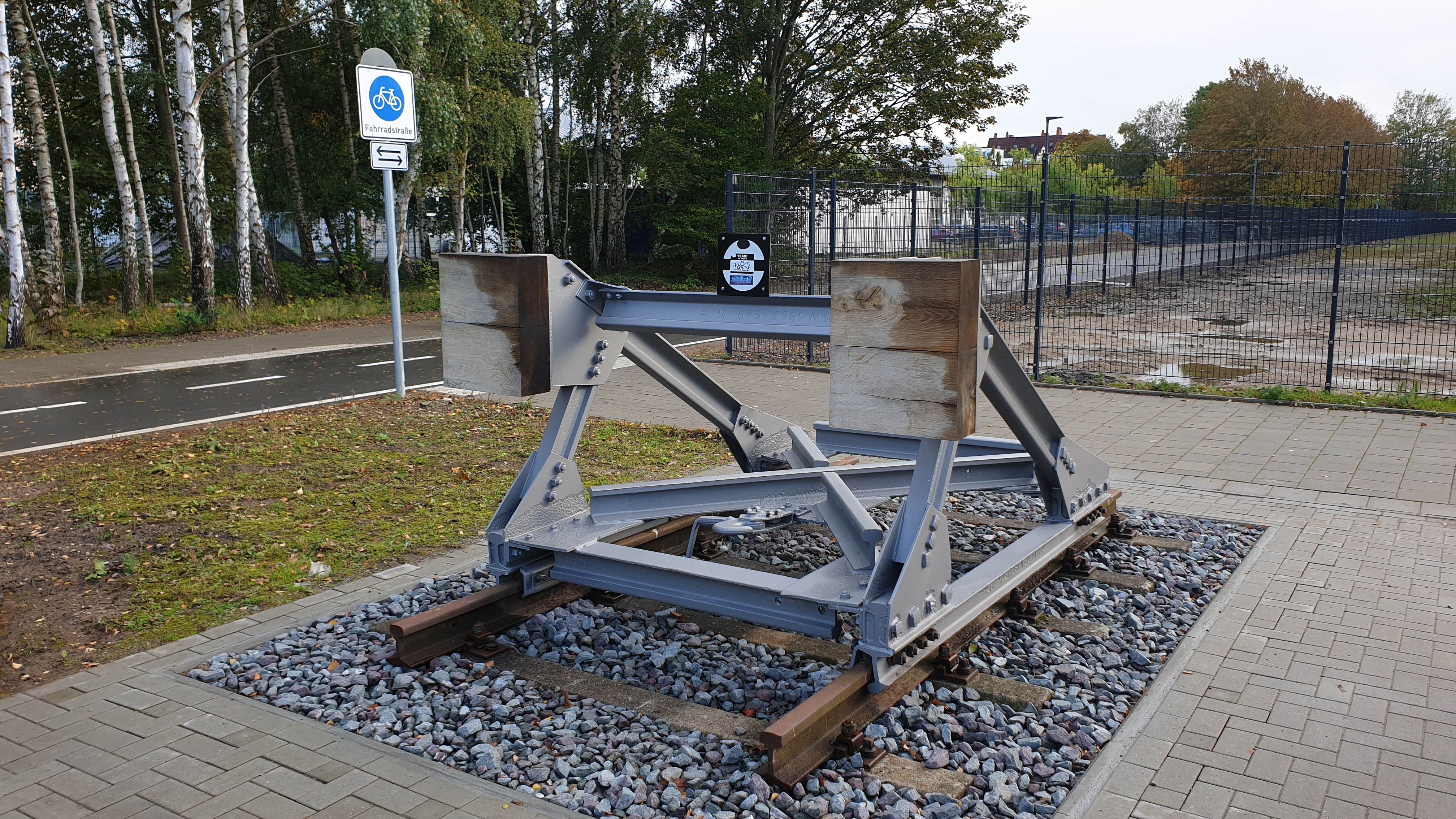
Die Veloroute 10 in Kiel wurde auf einer alten Bahntrasse angelegt. Die Radroute ist als Fahrradstraße beschildert.
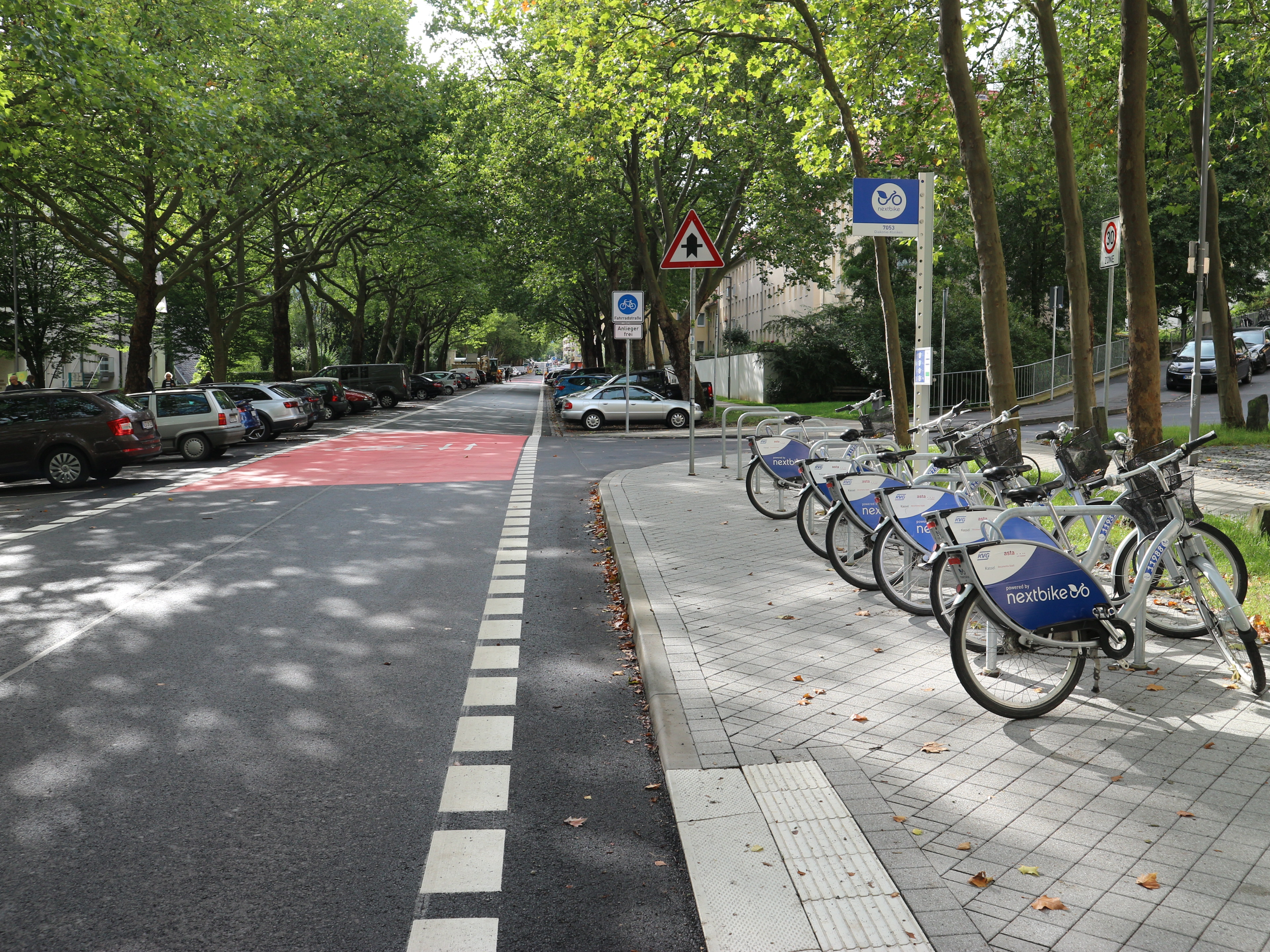
Kassel: Fahrradstraße Goethestraße mit Vorrang an den Einmündungen. Rote Markierungen erhöhen hier die Verkehrssicherheit.

#### Unterschiede zu Tempo-30-Zonen
In den vielen durch Beschilderung auch für anderen Verkehr zugelassenen Fahrradstraßen verbleiben aus rechtlicher Sicht nur geringe Unterschiede zwischen Tempo-30-Zonen und Fahrradstraßen. Im Wesentlichen bleibt nur die Betonung, dass der Radverkehr weder gefährdet noch behindert werden darf, der Kraftfahrzeugverkehr die Geschwindigkeit bei Bedarf weiter verringern muss und dass das Nebeneinanderfahren mit Fahrrädern explizit erlaubt ist. Neben der Schaffung von Fahrradzonen wird deshalb auch die Übertragung von Regeln der Fahrradstraßen auf sämtliche Tempo-30-Zonen diskutiert. Die Herausstellung der Fahrradfreundlichkeit würde dann über die Gestaltung (z. B. Fahrbahnmarkierungen, wenige parkende Kraftfahrzeuge) erfolgen. Mit der Novelle der Straßenverkehrs-Ordnung (StVO) im Jahr 2020 soll der Straßenverkehr [ein wenig] sicherer, klimafreundlicher und gerechter werden, mit Einführung eines Verkehrszeichens Fahrradzone (Zeichen 244.3) sollten auch die Voraussetzungen für die Einrichtung erleichtert werden, Elektrokleinstfahrzeuge werden in Fahrradstraßen und auch in Fahrradzonen zugelassen.

#### Verbreitung seit 2014

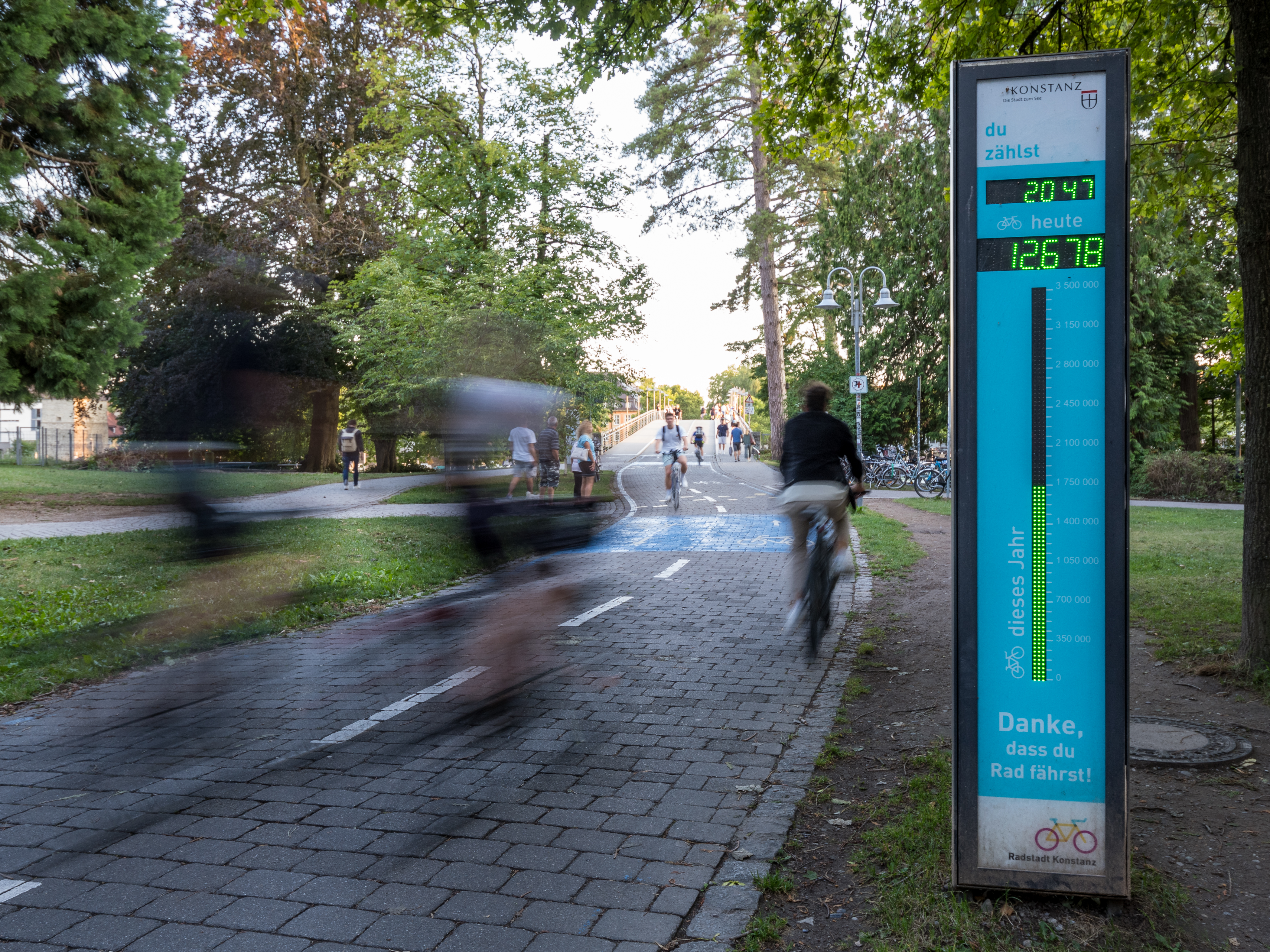
Echte Fahrradstraße in Konstanz mit der Fahrradbrücke über den Rhein im Hintergrund

Im Sommer 2014 gab es in Deutschland mehr als 140 Fahrradstraßen, davon befanden sich damals drei in Kassel, 12 in Hannover, 16 in Münster, 17 in Berlin, 18 in Kiel, 30 in Essen und 58 in München. München gibt an, damit die meisten Fahrradstraßen in Deutschland zu haben, wobei teilweise nur kurze Abschnitte als Fahrradstraße ausgewiesen sind. Insgesamt haben die Münchner Fahrradstraßen eine Länge von 20,6 km, was bundesweiter Spitzenwert ist.
| Stadt   | 2017 | 2022 |
| ------- | ---- | ---- |
| München | 27   | 43   |
| Hamburg | 12   | 22   |
| Kiel    | 13   | 22   |
| Münster | 9    | 14   |

2018 ist die Anzahl von Fahrradstraßen in München auf 63 gestiegen. Die Kieler Fahrradstraßen haben eine Länge von 10 km. Demnach ist dort eine durchschnittliche Fahrradstraße 550 m lang. In Hessen ist die 2018 freigegebene Radroute zwischen Bahnhof Dreieich-Buchschlag und Sprendlingen auf der Liebknechtstraße mit drei Kilometern Länge hessenweit die längste, teilweise mit Vorfahrt auf der Fahrradstraße. In Bonn wurde seit 2011 ein Konzept entwickelt und mit dessen Umsetzung begonnen, das 50 Kilometer Fahrradstraßen in der Bundesstadt vorsieht. Davon umgesetzt sind bisher ca. 30 km in 50 einzelnen Straßen (Stand: August 2019). In Hannover gab es im Jahr 2017 23 Fahrradstraßen. In Bremen wurde im April 2019 in der Parkallee zwischen Hohenlohestraße und Am Stern eine Fahrradstraße mit rotem Belag eingerichtet. Rote Asphaltbeläge sind in der Stadt Münster bei neuen Fahrradstraßen künftig der Regelfall. In Lörrach wurde im Oktober 2021 eine Fahrradstraße eingeführt, ebenfalls mit rotem Belag bei Kreuzungen.

#### Rechtsprechung
Da die Gestaltung einer Fahrradstraße (mit Ausnahme der Beschilderung) in der Straßenverkehrs-Ordnung nicht näher definiert ist, beschäftigen sich zunehmend Gerichte mit diesem Aspekt.
So entschied das Verwaltungsgericht Hannover auf die Klage eines Anwohners einer Fahrradstraße mit Urteil vom 13. August 2021, dass die erforderliche Mindestfahrbahnbreite einer Fahrradstraße entlang einseitigen Längsparkständen inklusive Sicherheitstrennstreifen 4,75 m beträgt. Diese Breite basiert auf den in den RASt 06 definierten lichten Breiten und setzt sich zusammen aus der Breite zwei nebeneinander fahrender Radfahrer in Fahrtrichtung (2,00 m) sowie der Breite ebenfalls zwei nebeneinander fahrender Radfahrer in die Gegenrichtung (2,00 m) zuzüglich eines Sicherheitstrennstreifens zwischen Radfahrern und parkenden Fahrzeugen in Längsaufstellung (0,75 m). Dieser Argumentation folgend beträgt die Mindestfahrbahnbreite einer Fahrradstraße mit beidseitigen Längsparkständen einschließlich Sicherheitstrennstreifen 5,50 m; ohne Straßenrandparken beträgt sie 4,00 m. Damit entsprechen die Fahrradstraßenbreiten genau denen des Leitfadens für die Umsetzung von Fahrradstraßen in Berlin.
Darüber hinaus stellte das Verwaltungsgericht Hannover in seinem Urteil grundsätzlich klar:

„Voraussetzung für die Sachgerechtigkeit und Zweckmäßigkeit der Anordnung einer Fahrradstraße ist, dass die durch sie eingeräumten Sonderrechte für Radfahrer, insbesondere die Erlaubnis, nebeneinander zu fahren, auch tatsächlich genutzt werden können.“

### Niederlande

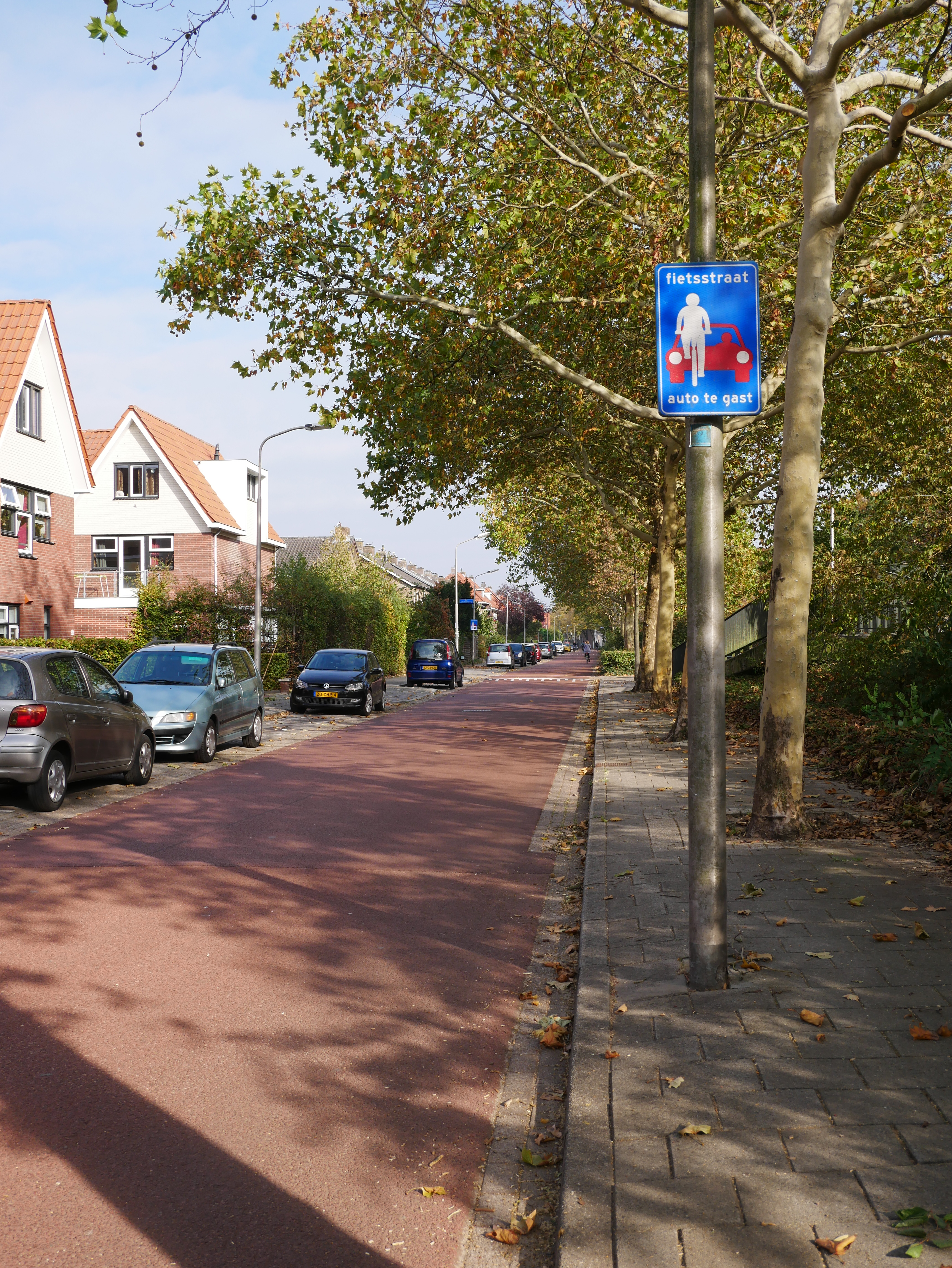
Beispiel einer auto te gast-Fahrradstraße in Nijmegen

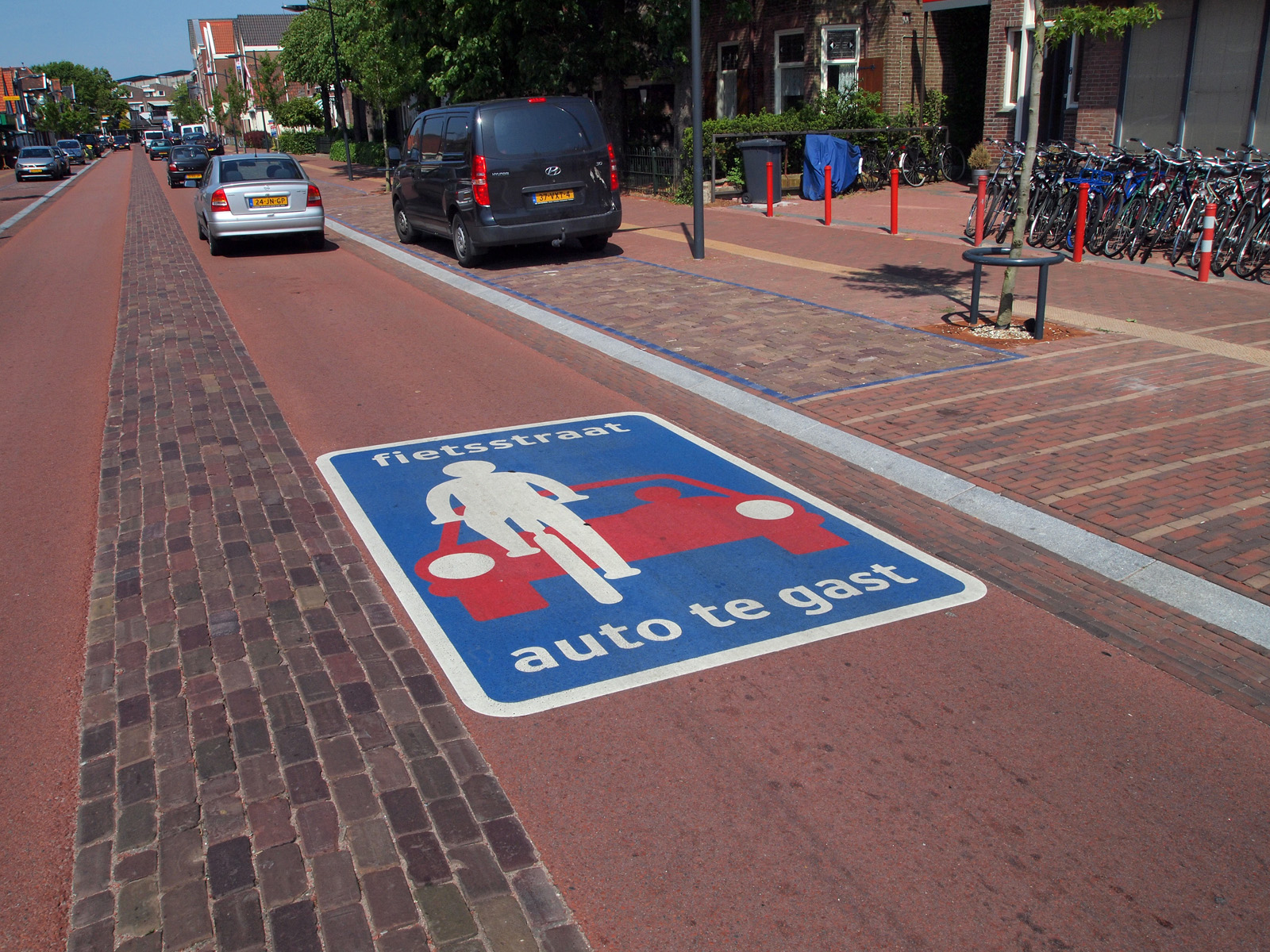
Breitere Fahrradstraße mit Mittelpflasterung in den Niederlanden

In den Niederlanden gibt es keine gesetzliche Regelung von Fahrradstraßen. Sie werden daher im Rahmen der gesetzlichen Möglichkeiten durch die Kommunen in unterschiedlichen Formen angelegt, im Allgemeinen als breitere Radwege, die typischerweise mit rotem Asphalt versehen und in der Weise beschildert sind, dass sie mit bestimmten Einschränkungen auch dem Verkehr von Kraftfahrzeugen offenstehen, dieser aber dem Radverkehr untergeordnet ist. In verschiedenen Städten, so in Amsterdam und Utrecht, wird das nicht amtliche Verkehrszeichen fietsstraat – auto te gast („Fahrradstraße – Auto zu Gast“) eingesetzt.
Das nichtamtliche niederländische Verkehrszeichen symbolisiert grafisch klar den angedachten Vorrang des Radverkehrs vor dem Kfz-Verkehr. Der weiße Radfahrer befindet sich auf der Abbildung vor dem Kraftfahrzeug. Bei breiteren niederländischen Fahrradstraßen wird dieser gewünschten, beschilderten Situation auch teilweise mit einer Mittelpflasterung baulich Nachdruck verliehen.

### Österreich
Fahrradstraßen in Österreich sind dem Radverkehr vorbehalten. Andere Fahrzeuge dürfen Fahrradstraßen im Allgemeinen nur queren oder zur Zu- oder Abfahrt befahren; diese Einschränkung gilt nicht für Fahrzeuge, die auch Fußgängerzonen befahren dürfen. Auf Fahrradstraßen gilt ein Tempolimit von 30 km/h. Auf Fahrradstraßen ist das Nebeneinanderfahren von Radfahrern erlaubt.
Die rechtlichen Rahmenbedingungen für Fahrradstraßen wurden durch die am 31. März 2013 in Kraft getretene 25. StVO-Novelle geschaffen. Bereits 2011 gab es Bestrebungen, Fahrradstraßen in Wien einzuführen. Die dafür notwendigen Gesetzesänderungen (23. StVO-Novelle 2011) scheiterten jedoch trotz Befürwortung vom Städtebund am Widerstand der ÖVP. Die Kuchelauer Hafenstraße in Wien ist seit April 2013 Österreichs erste Fahrradstraße. Sie ist als Teil des touristischen Donauradwegs eine wesentliche Radroute für Pendler sowie für den Freizeitverkehr aus dem benachbarten Niederösterreich. Mit der Hofjagdstraße wurde 2015 eine zweite Fahrradstraße in Wien eingerichtet, weitere sind geplant. So wurde etwa die Argentinierstraße zur Fahrradstraße umgestaltet und im Dezember 2024 eröffnet.

Beschilderung einer Fahrradstraße in Österreich
Zeichen 26 Beginn einer Fahrradstraße

### Schweden
2012 beschloss die Hauptstadt Stockholm ein Budget, um unter anderem Fahrradstraßen zu errichten. Der Bericht über das Pilotprojekt in Schweizer Städten erwähnte im Januar 2018 Schweden als Beispiel für eine im Herbst 2016 ausgeführte Fahrradstraße.
Die Fahrradstraße wurde in Schweden zum 1. Dezember 2020 in das dortige Verkehrsrecht aufgenommen. Der Verkehr darf auf einer „Cykelgata“ maximal 30 km/h fahren. In der Fahrgasse darf nicht geparkt werden. Kraftfahrzeuge müssen sich dem Radverkehr unterordnen. Fahrradstraßen können sowohl innerorts, wie auch auf wichtigen Radrouten außerorts beschildert werden.

Beschilderung Fahrradstraße in Schweden:
Beginn einer Cykelgata
Ende einer Cykelgata

### Schweiz

Hinweissignal-Velostrasse

In der Schweiz kommt der Begriff Velostrasse (Schweizer Hochdeutsch für Fahrradstraße) mit Stand Februar 2019 nicht in der Verkehrsregelnverordnung (VRV) vor.
Mit einem von August 2016 bis Oktober 2017 anberaumten Pilotprojekt wurden vom Bundesamt für Strassen (ASTRA) in fünf teilnehmenden Städte erstmals acht Velostrassen getestet.
- Mülhauserstrasse, Basel
- St. Alban-Rheinweg, Basel[54]
- Beundenfeldstrasse–Militärstrasse, Bern
- Erlachstrasse–Freiestrasse, Bern
- Taubenhausstrasse–Bruchstrasse, Luzern
- Lindenstrasse, St. Gallen
- Affolternstrasse–Zelglistrasse, Zürich
- Scheuchzerstrasse, Zürich

Alle teilnehmenden Städte wollen die Velostrassen nach Abschluss des Pilotprojekts einführen und mehr Straßen so ausweisen, jedoch steht der Bund mit Stand Februar 2019 noch auf der Bremse. Die 5 Städte berufen sich auch auf den Bundesbeschluss Velo, den die Stimmbürger im September 2018 angenommen haben und wollen Radverkehr weiter fördern. Die 8 errichteten Velostrassen dürfen bis auf eine definitive Entscheidung zur Einführung von Velostrassen vorläufig in Betrieb bleiben. (Stand Februar 2019) In Zürich bestand die Pilotanlage Velostrasse nur von Dezember 2016 bis Ende September 2017.
Ab Anfang 2021 können in Tempo-30-Zonen regulär Fahrradstrassen eingerichtet werden. Fahrzeuge auf Fahrradstrassen haben gegenüber einmündenden Strassen Vortritt, d. h. der bisher geltende Rechtsvortritt in Tempo-30-Zonen gilt zu und auf den Fahrradstrassen nicht. Entsprechend ist auf den einmündenden Strassen «Stop» oder «Kein Vortritt» signalisiert. Velopiktogramme auf der Fahrbahn sind optional. Tempo 30 gilt ohnehin.

## Probleme

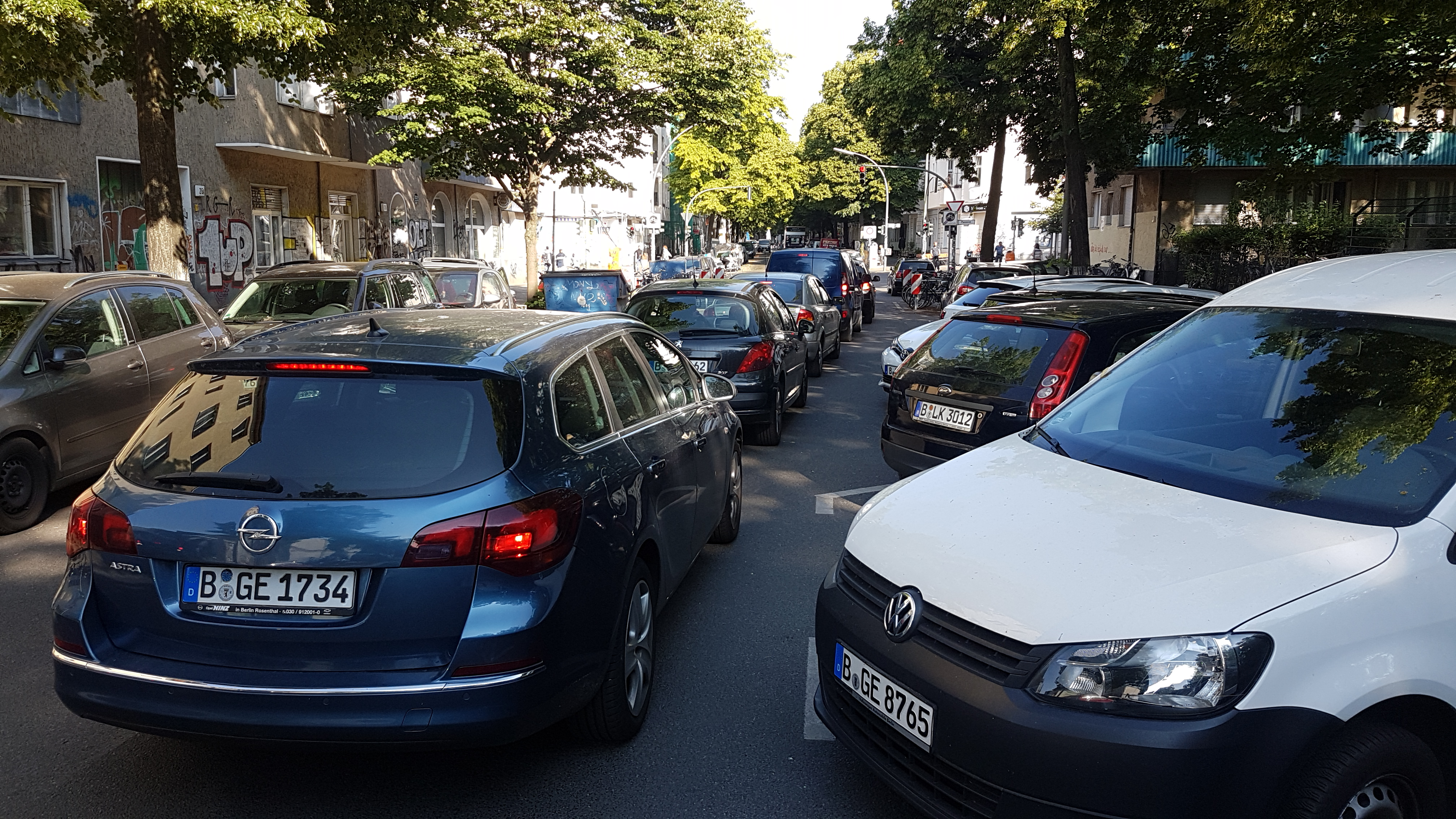
Verkehr auf einer Fahrradstraße in Berlin-Neukölln

Fahrradstraßen sollen unter anderem zu einer Reduzierung des Kfz-Verkehrs und somit zu einer Verkehrsberuhigung beitragen. Insbesondere innerstädtische Fahrradstraßen werden allerdings in der Regel mit einer Ausnahmeregelung für Anlieger für den motorisierten Verkehr frei gegeben. Das Berliner Mobilitätsgesetz gibt beispielsweise in § 43 (2) vor, dass Fahrradstraßen so gestaltet werden sollen, „dass motorisierter Individualverkehr, außer Ziel- und Quellverkehr, im jeweiligen Straßenabschnitt unterbleibt“. Das Durchfahrtsverbot für Nicht-Anlieger und die Rechte von Radfahrern, wie beispielsweise das Nebeneinanderfahren, sind Kraftfahrzeugführern jedoch nicht immer bekannt oder werden ignoriert. Teilweise nutzen sie Fahrradstraßen als Schleichweg, um stärker frequentierte Hauptverkehrsstraßen zu umfahren. Laut Zählungen einer Anwohnerinitiative im Jahr 2017 in einer Fahrradstraße in Berlin wurde diese zu 97 Prozent rechtswidrig von Kraftfahrzeugführern als Durchgangsstraße missbraucht. Dies führt zu Konflikten zwischen dem Radverkehr und dem Kraftverkehr. Städte versuchen dem teilweise mit Aufklärungskampagnen entgegenzuwirken oder den Kfz-Verkehr mit einer Ausweisung der jeweiligen Straße als Einbahnstraße oder dem Einsatz von modalen Filtern zu reduzieren. Fahrradverbände betrachten eine grundsätzliche Sperrung von Fahrradstraßen für den Kfz-Verkehr oder zumindest versenkbare Poller als mögliche sinnvolle Lösung.
Das Verwaltungsgericht Hannover stellt 2019 und 2021 nach einer Anwohnerklage gegen die Landeshauptstadt Hannover fest, dass die Einrichtung von Fahrradstraßen auch mit tatsächlichen Verbesserungen für den Radverkehr einhergehen muss. Die dortige Anordnung einer Fahrradstraße mit enger Fahrgasse bei gleichzeitiger Zulassung gegenläufigen Kraftfahrzeugverkehrs beseitigt keine Gefahrenlage, sondern verschärft sie.
In Berlin tendieren Navigationssysteme der Anbieter TomTom und Google Maps dazu, Autoverkehr durch Fahrradstraßen zu leiten.
In Recklinghausen sorgen Fahrradstraßen für Unsicherheit. Verwaltung und Politik sehen hier eine Mitschuld von rücksichtslosen Radfahrern.